# Biturix
Biturix é um gênero de traça pertencente à família Arctiidae.